# Лавинский, Александр Степанович
Александр Степанович Лавинский (1776—1844) — русский государственный деятель, сенатор, член Государственного совета, действительный тайный советник.
Единокровный брат Сергея Степановича Ланского.

## Биография
Родился 12 (23) апреля 1776 года, был внебрачным сыном Степана Сергеевича Ланского (1760—1813) и Анастасии Николаевны Нелединской-Мелецкой, урожденной графини Головиной (1754—1803). Вскоре после рождения получил потомственное дворянство.
Службу начал 2 января 1778 года сержантом гвардии. Во время Русско-шведской войны 1788—1790 гг. находился при генерал-майоре Арбеневе; 11 января 1791 года переведён в армию капитаном и служил в Молдавии. В 1793—1796 гг. участвовал в польской кампании, в том числе при взятии Вильны, преследовании польского корпуса С. Грабовского и разгроме его на Панской дороге. Произведён в майоры 11 июля 1795 года, уволен из армии 31 декабря 1797 года.
С 16 мая 1798 года был определён контролёром государственного Вспомогательного банка для дворянства, с 3 июля 1799 года — директор банка. С 25 апреля 1800 года — советник Главного почтового управления; 31 декабря 1801 года получил чин статского советника, 1 января 1804 года — действительного статского советника, 17 февраля 1804 года был назначен на должность губернского почтмейстера в Вильне.
С 24 марта 1811 по 1812 год занимал должность Виленского генерал-губернатора, с 20 июля 1816 года по 28 декабря 1819 года — Таврический гражданский губернатор; 28 декабря 1819 года произведён в тайные советники. Директор Департамента государственных имуществ Министерства финансов (1820—1822). С 23 марта 1822 года занимал должность Восточно-Сибирского генерал-губернатора («Иркутского губернатора»). Занимался устройством управления Нерчинских горных заводов, переданных указом Николая I от 14.4.1830 г. в ведение генерал-губернатора. Покровительствовал декабристу А. Н. Муравьёву и добился его назначения на должность городничего в Иркутске, а затем председателя Иркутского губернского правления.
В 1833 году оставил пост Сибирского губернатора и 6 декабря того же года назначен сенатором; 31 декабря 1835 года произведён в действительные тайные советники.
Почётный опекун Опекунского совета Санкт-Петербургского воспитательного дома (с 1837 года; с 1841 был его председателем). Член советов при Воспитательном обществе благородных девиц и Санкт-Петербургском училище Св. Екатерины (с 1838). Исполнял должность председателя и управляющего Сохранной казной при Санкт-Петербургском воспитательном доме (с 1839). С 1822 года был почётным членом Московского общества сельского хозяйства.
Умер 2 (14) августа 1844 года в Санкт-Петербурге. Похоронен на Лазаревском кладбище Александро-Невской лавры.

## Награды
- Орден Святой Анны 2-й ст. с алмазами (13.12.1810)
- Орден Святого Владимира 2-й ст. (21.10.1820)
- Орден Святой Анны 1-й ст.
- Орден Святого Александра Невского (21.04.1829)
- Орден Святого Владимира 1-й ст. (01.01.1834)
- алмазные знаки ордена Святого Александра Невского (1840)

## Семья
Жена — Анна Андреевна Закревская (1775—1841), дочь директора Академии художеств Андрея Осиповича Закревского (1742—1804) и княжны Марии Ивановны Одоевской (ум. 1784).

Сын — Сергей (14.10.1798— ?), крещён 24 октября 1798 года в Пантелеимоновской церкви при восприемстве графа Г. П. Потёмкина (сына П. С. Потёмкина) и его матери графини П. А. Потёмкиной.